# Hugh Crawford Smith
Hugh Crawford Smith (1846 – 1907) foi um empresário inglês e parlamentar unionista liberal por Tyneside de 1900 a 1906.
A sua esposa era Hannah Ralston Lockhart, e o seu filho foi Norman Lockhart Smith.